# Èvre de Toul
Pour les articles homonymes, voir Epvre et Èvre.
Èvre est le septième évêque de Toul. Son épiscopat s'est déroulé entre l'an 500 jusqu'au 15 septembre de l'an 507. Saint orthodoxe selon le rite de Toul au Xe siècle, il est fêté dans l'Église catholique le 17 septembre. Saint Èvre protègerait des chutes.
La graphie humaniste Epvre, désuète s'agissant du saint, devrait être cantonnée aux noms de lieux concernés (à Nancy, etc.) et aux citations des auteurs qui l'ont utilisée autrefois.[réf. nécessaire]

## Vie
La vie de saint Èvre a été écrite à la fin du Xe siècle.
Saint Èvre serait selon son hagiographie officielle[réf. nécessaire] né à Trancol, près de Troyes. D'autres variantes populaires[Lesquelles ?] mentionnent Trèves, centre de la province ecclésiastique de la Belgica prima. Quel que soit le lieu, Troyes ou Trèves, il est homme de loi, peut-être au service d'un advocatus, jusqu'à ce qu'il décide de devenir prêtre. Son nom vient du latin aper qui signifie sanglier. À la mort de l’évêque saint Ursus (ours en français), les fidèles de Toul réclament saint Èvre comme évêque. Il est alors l'un des prêtres de l'évêque de Troyes, saint Loup, formé à Toul. Il est élu au siège épiscopal de Toul ; son épiscopat dure durant 7 ans.
Saint Èvre aurait distribué tous ses biens aux pauvres et vécut simplement dans son diocèse, admiré et vénéré par ses fidèles. Parallèlement, il lutte vivement contre le paganisme qui sévissait dans les campagnes. Il prêche notamment dans la ville de Grand, qui tend à redevenir un haut lieu de pèlerinage païen. D'importantes ruines gallo-romaines y subsistent.
Saint Èvre n'entreprend que la construction d'une grande église à l'extérieur du châtel de Toul, au sud-ouest des remparts, dédiée à saint Maurice. Mais il meurt avant d'en voir l'achèvement. À sa mort, les habitants de Toul l'inhument dans cette église en construction suivant sa volonté au lieu de l'enterrer auprès des trois derniers prédécesseurs.

## Une église et un sarcophage à l'origine d'une abbaye hors les murs
Une communauté de clercs au VIIIe siècle veille sur son église et sanctuaire. Elle prend son nom au siècle suivant. L'évêque de Toul, Frothaire, ancien moine de Gorze et ami de l'empereur Louis le Pieux, apparaît en vrai fondateur de l'abbaye Saint-Èvre. Il y impose l'ordo regularis et garantit les biens temporels de l'institution bénédictine. Quarante moines élisent un prieur à leur tête, un abbé est nommé par l'évêque. À chaque fête de la Saint-Èvre, le 15 septembre, l'abbé offre à l'évêque et à ses clercs un banquet. À cette occasion, il livre un équipement complet de cavalier. À la levée de l'ost, le chapitre doit aussi offrir un chariot de transport et deux bœufs pour sa traction.
Mais les pillages et les dégradations causée en Lotharingie entre 880 et 920 ont raison de la vie monastique. Abandonnés à la vie dissolue ou en fuite, les moines bénédictins sont remplacés par une simple communauté canoniale qui s'efforce de restaurer les bâtiments. L'évêque de Toul, Gauzelin, réforme l'institution entre 934 et 936, essaie de lui redonner sa splendeur d'antan. Au-delà du culte de saint Èvre, il lui donne la mission d'une abbaye-école, chargée de la réforme bénédictine en nommant l'abbé Archambault, appelé du monastère de Fleury-sur-Loire. Au fil des années, l'abbaye s'affirme comme le centre du mouvement de la réforme lotharingienne, sans doute mieux que l'abbaye de Gorze, pourtant mieux connue, qui prend modèle sur elle.
Le duc de Lorraine, avoué de l'abbaye depuis le xie siècle, prend progressivement avec le déclin du pouvoir épiscopal, le contrôle du monastère Saint-Èvre.

## Vénération

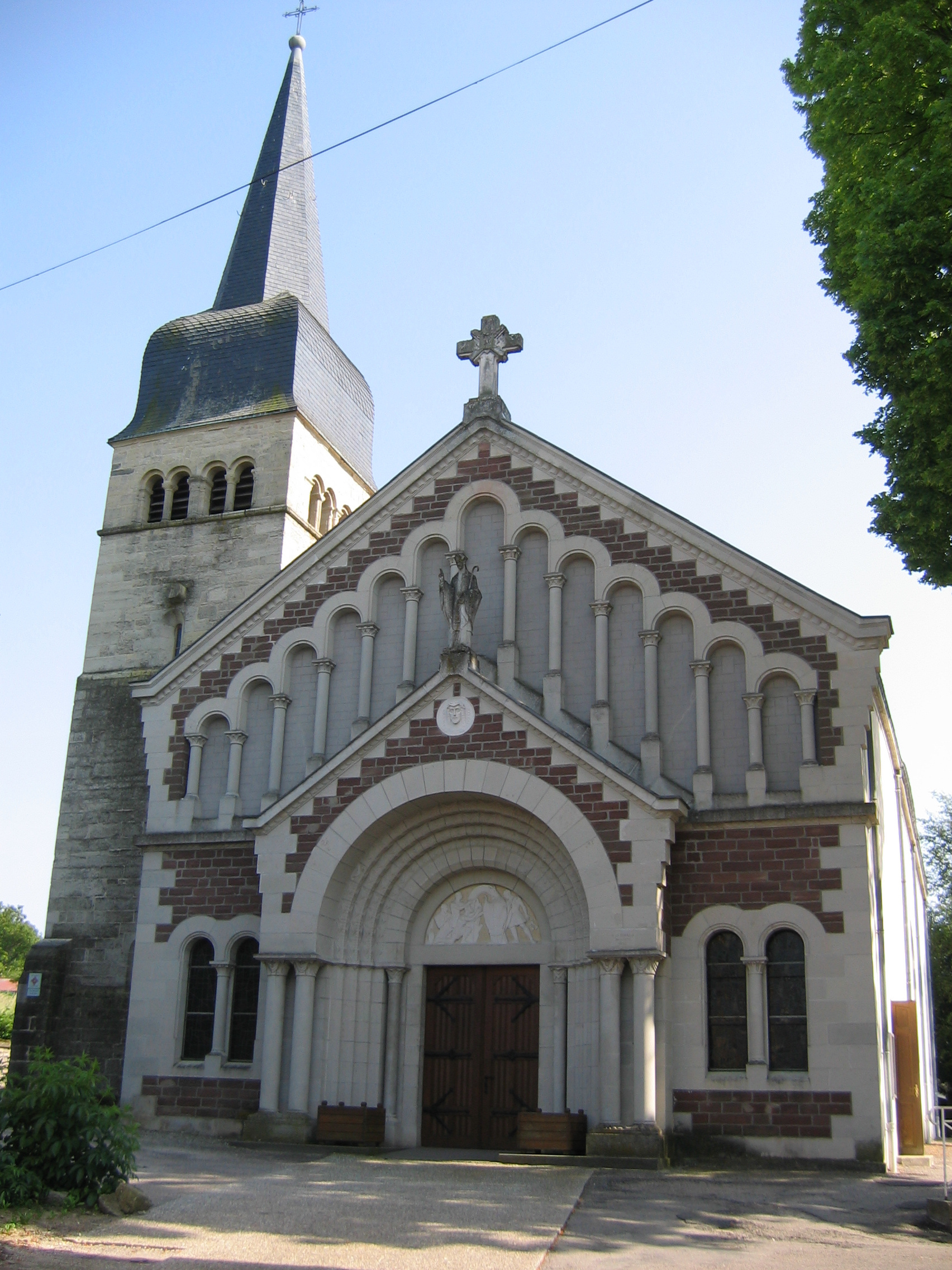
L’église Saint-Epvre de Contrexéville.

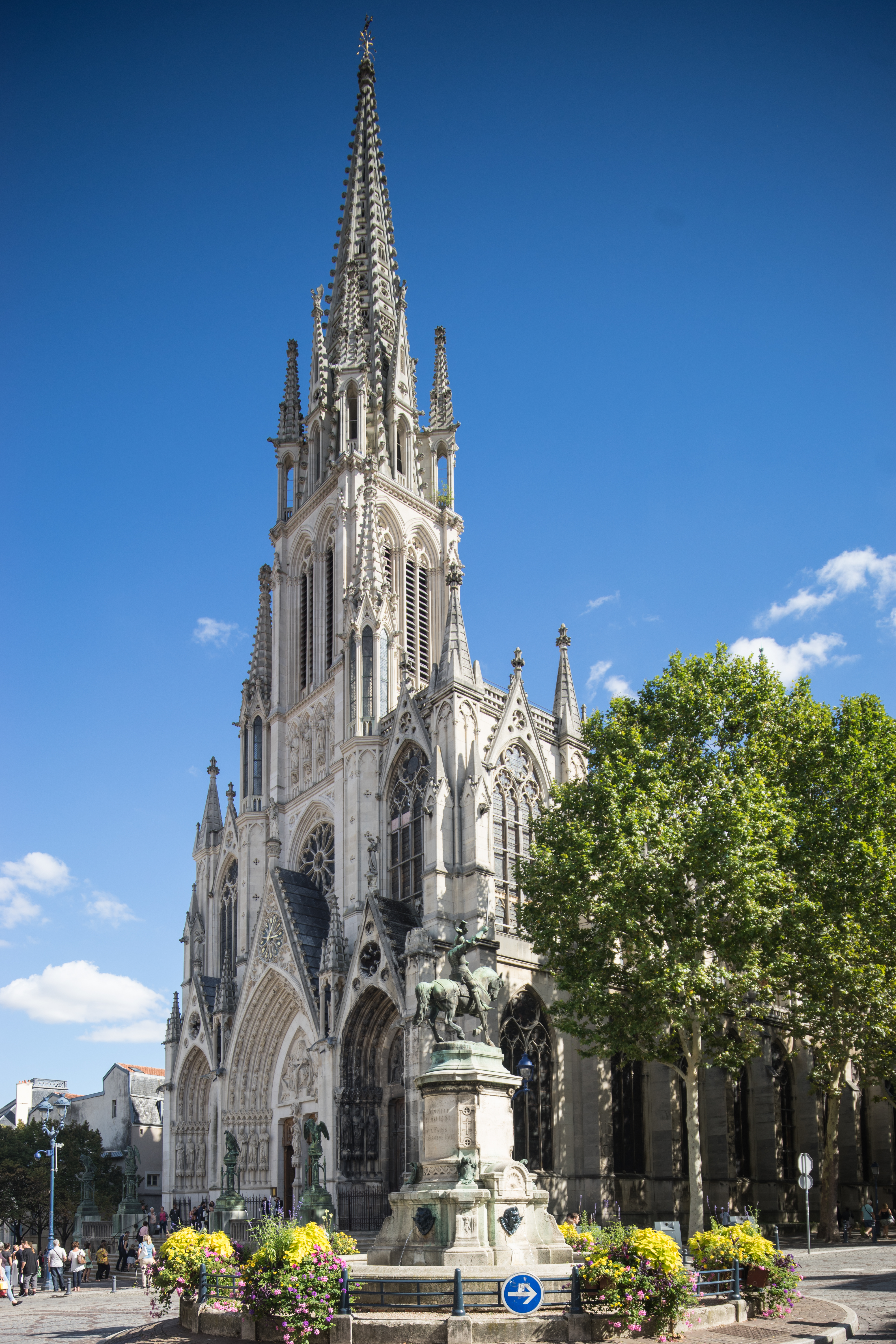
La basilique Saint-Epvre de Nancy.

Dès la mort du saint, l'endroit voit se produire, selon l'hagiographie, de nombreux miracles et la ferveur dure jusqu'aux invasions du Xe siècle. Toutefois, les reliques sont préservées et cachées derrière les remparts de Toul. Bien des années après, ces reliques, qui avaient réintégré les bâtiments de l'église Saint-Maurice sont volées par ses moines et ne sont restituées que sous l'autorité de saint Gérard, soixante ans plus tard.
En 1802, monseigneur de La Fare, évêque de Nancy, obtient le transfert du chef de saint Epvre qu'il installe dans l'église éponyme. Cette église est détruite ultérieurement pour que soit édifiée à sa place la basilique Saint-Epvre. Les vitraux de ce monument qui racontent la vie du saint sont détruits pendant la guerre de 1914-1918.
En Lorraine et Haute-Marne, actuellement, une quarantaine d'églises de l'ancien et vaste diocèse de Toul portent le nom de saint Èvre, sans compter les chapelles ou anciens autels. On peut citer les églises des communes suivantes : Barville, Bonvillet, Brillon-en-Barrois, Burthecourt-aux-Chênes, Champigneulles, Chanteraine, Chavelot, Contrexéville, Darney-aux-Chênes, Deuxville, Domèvre-sous-Montfort, Domèvre-sur-Avière, Domèvre-sur-Vezouze, Èvres, Guerpont, Haillainville, Harol, Juvaincourt, Le Bouchon-sur-Saulx, Lemmecourt, Lezéville, Ludres, Mécrin, Méligny-le-Grand, Nançois-le-Grand, Nancy, Nompatelize, Nonsard, Norroy, Pompey, Provenchères-sur-Meuse, Raival,  Romain-aux-Bois, Saint-Epvre, Sailly-Achâtel, Sepvigny, Seranville, Thonnance-les-Moulins, Tilleux, Toul, Tranqueville-Graux, Uriménil, Vaxy, Villeroy-sur-Méholle, Vomécourt
Plusieurs villes de Lorraine portent en raison de cette présence sacrée le nom du saint ou en sont des dérivés : 
- Èvres dans la Meuse ;
- Saint-Epvre en Moselle ;
- Domèvre-en-Haye en Meurthe-et-Moselle ;
- Domèvre-sur-Vezouze en Meurthe-et-Moselle ;
- Domèvre-sur-Avière dans les Vosges ;
- Domèvre-sur-Durbion dans les Vosges ;
- Domèvre-sous-Montfort dans les Vosges.

Saint Èvre figure aussi sur le blason basilical de la basilique Saint-Pierre-Fourier de Mattaincourt en compagnie de saint Pierre Fourier.

## Iconographie
Il existe une statue en pierre de saint Èvre à Contrexéville et une autre à Viviers-lès-Offroicourt ainsi que plusieurs statues en bois doré dans les diverses églises qui lui sont consacrées.

### Sources et bibliographie
- Chanoine André Laurent, Ils sont nos aïeux, les saints de chez nous, Mirecourt, 1980